# Oscar for bedste unikke og kunstneriske produktion
Oscar for bedste unikke og kunstneriske produktion eller Academy Award for Best Unique and Artistic Picture var en filmpris, som blev uddelt ved den første Oscaruddeling i 1929.  Den betragtes ikke som bedste film-prisen det år, men mere som en bestemt afgrening, hvor man også havde en pris for bedste produktion. De følgende uddelinger lige siden har man ikke uddelt denne pris, men i stedet oprettet bedste film, som dermed både dækker over bedste produktion og kunstneriske produktion.
Vinderen af prisen blev Solopgang instrueret af F.W. Murnau og produceret af William Fox. De andre nominerede i kategorien var Chang: A Drama of the Wilderness produceret af Merian C. Cooper og Ernest B. Schoedsack og En søn af Folket produceret af Irving Thalberg.